# Sjymbulaq

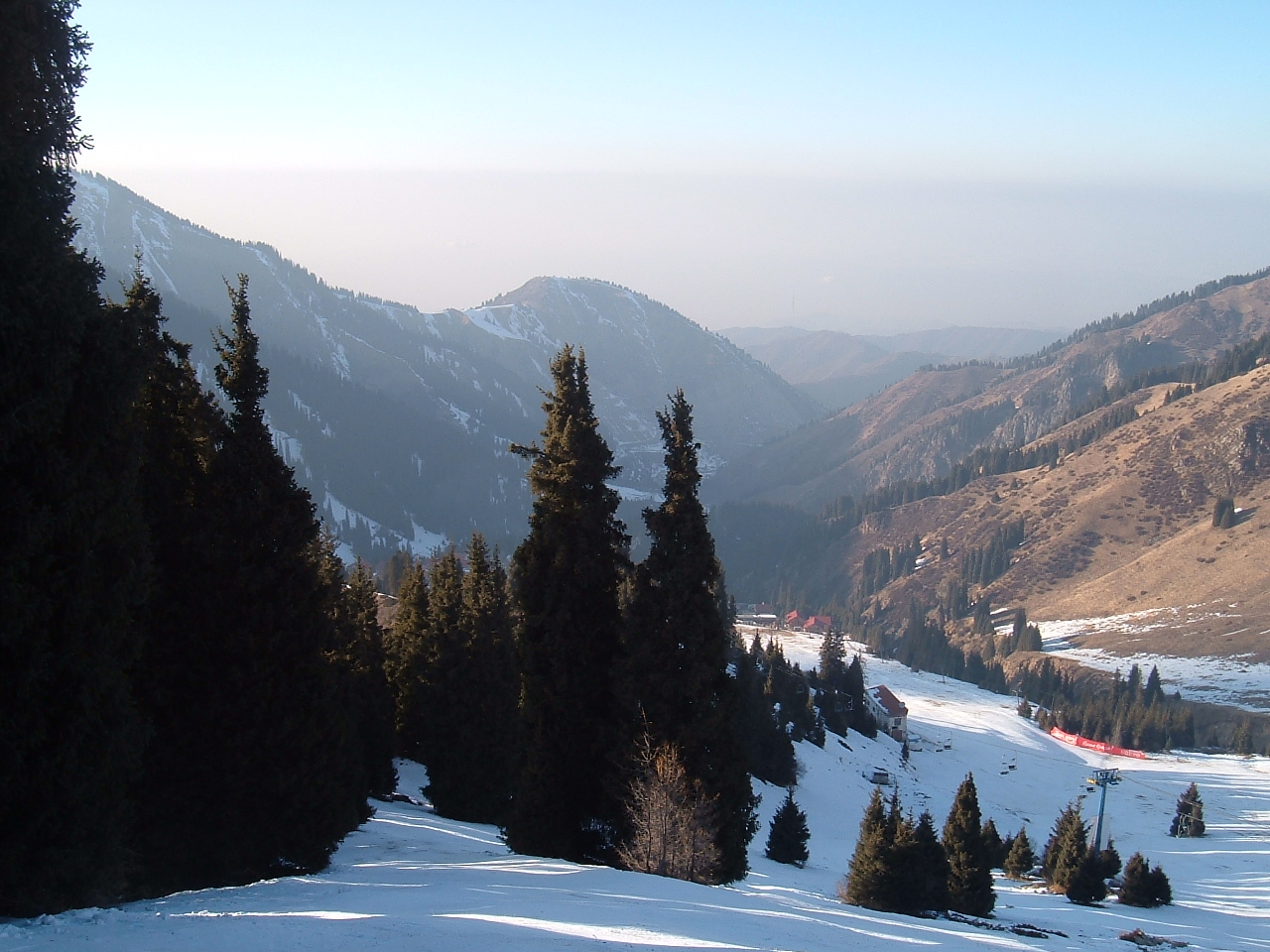
Skidområdet i Sjymbulaq

Sjymbulaq (kazakiska: Шымбұлақ), även känd som Tjimbulak (ryska: Чимбулак) är en skidort 25 km söder om Almaty, Kazakstans största stad. 
År 2011 hölls de Asiatiska vinterspelen i Astana och de alpina grenarna hölls i Sjymbulaq (1.000 km från Astana).
Sjymbulaq ligger på cirka 2.200 meters höjd och skidbackarna når upp cirka 3.200 meters höjd.